# (13379) 1998 WX9
(13379) 1998 WX9 è un asteroide troiano di Giove del campo greco. Scoperto nel 2001, presenta un'orbita caratterizzata da un semiasse maggiore pari a 5,166026 UA e da un'eccentricità di 0,066154, inclinata di 4,913038° rispetto all'eclittica. Ha un diametro di 21,300 km, un periodo di rotazione di 13,698 ore e un'albedo di 0,107.